# Bataille de Bárbula
Campagne d'Occident (1813-1814)
(Guerre d'indépendance du Venezuela)
Batailles
- Bárbula
- Las Trincheras (es)
- Vigirima (es)
- Tierra Blanca (es)
- Araure (es)
- Ospino (es)

La bataille de Bárbula est un affrontement armé entre les forces royalistes et républicaines durant la Campagne d'Occident de 1813 à 1814, dans le contexte de la Guerre d'indépendance du Venezuela. Livrée le 30 septembre 1813, elle s'achève par la victoire des patriotes.